# Cacatua sanguinea
Cacatua sanguinea là một loài chim trong họ Cacatuidae.

## Hình ảnh

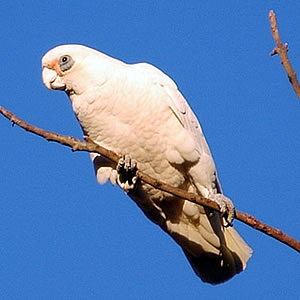
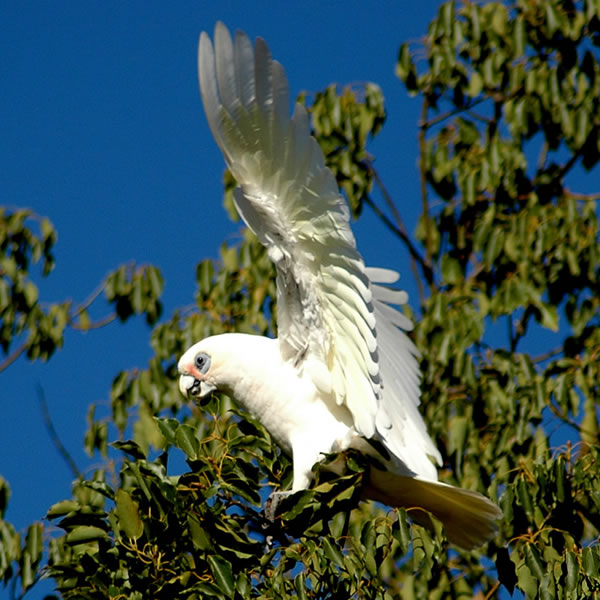
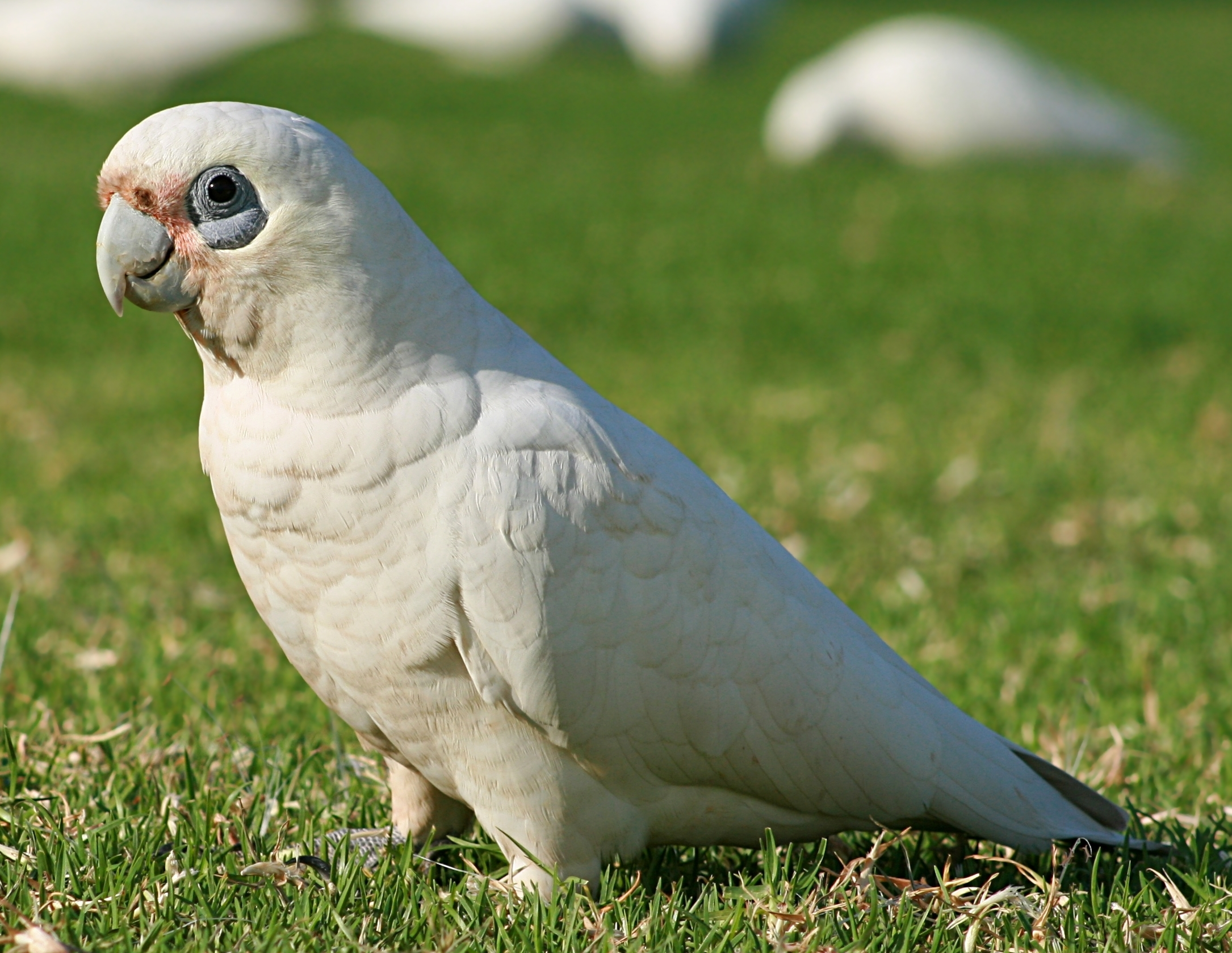
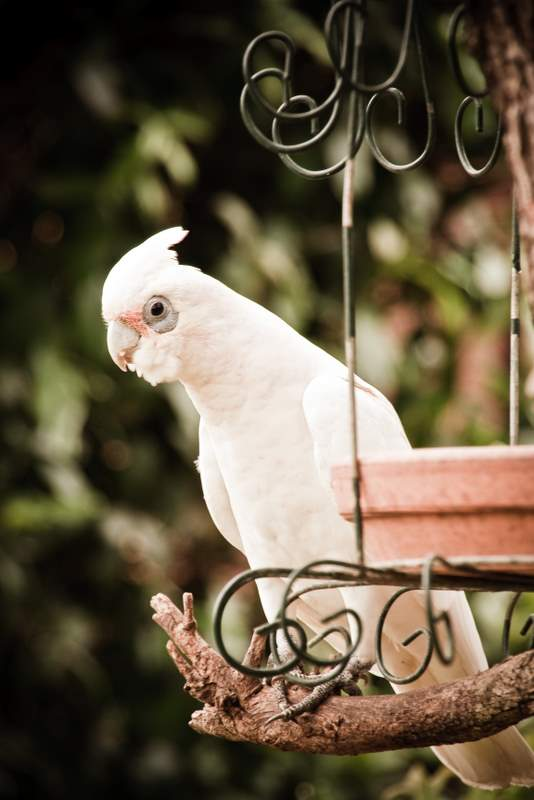